# Catocha slossonae
Catocha slossonae är en tvåvingeart som beskrevs av Ephraim Porter Felt 1908. Catocha slossonae ingår i släktet Catocha och familjen gallmyggor. Inga underarter finns listade i Catalogue of Life.